# Adolf Portmann
 (mars 2022).
Si vous disposez d'ouvrages ou d'articles de référence ou si vous connaissez des sites web de qualité traitant du thème abordé ici, merci de compléter l'article en donnant les références utiles à sa vérifiabilité et en les liant à la section « Notes et références ».
Adolf Portmann, né le 27 mai 1897 à Bâle et mort à Binningen près de Bâle le 28 juin 1982, est un zoologiste suisse.

## Biographie
Il a été le disciple du zoologiste Friedrich Zschokke (de) à Bâle, où il soutient en 1921 sa thèse de doctorat Les Odonates près de Bâle. Contribution à la classification biologique des libellules en Europe centrale.
Après avoir vécu à Genève, Munich, Paris et Berlin il travaille dans des laboratoires maritimes à Banyuls-sur-Mer, Roscoff, Villefranche-sur-Mer et sur l'île d'Helgoland, en étudiant surtout des escargots marins, Opisthobranchia. En 1931, il devient à son tour professeur de zoologie à l'Université de Bâle, puis il s'intéresse au comportement des oiseaux. Élargissant son champ de recherche, il devient expert en morphologie comparée des vertébrés.
Dans ces domaines, il travaille souvent de manière interdisciplinaire. En contact avec Pierre Teilhard de Chardin, qui fut aussi un anthropologue, Portmann traite de sujets variés y compris en sociologie et en philosophie. En 1941, il publie une première contribution sur la position spécifique de l'Homme dans la nature à partir d’une perspective ontogénétique et phylogénétique. Dans les années ultérieures, Portmann publie continuellement sur ce sujet et notamment sur les facteurs qui influent sur les premières années de vie des êtres humains du point de vue évolutif. Il observe la position particulière d’un être "physiologiquement non spécialisé dans son développement, et la distingue, comme tendance, de tous les autres êtres vivants physiologiquement très spécialisés". C’est à lui qu’on doit le concept de "prématurité physiologique" dont on peut encore trouver des utilisations (dont celle de "néoténie" qui lui est apparentée).
Adolf Portmann exerça également des fonctions de direction au sein du Cercle Eranos à partir de 1962, en succédant à Olga Fröbe-Kapteyn, la fondatrice de cette institution.

## Thèmes de la recherche de Portmann
Selon le concept de prématurité physiologique[Quoi ?] (proche du concept de "néoténie"), l'homme est un animal « né trop tôt ». Bien que le fœtus connaisse dans l’utérus une maturation de sa coordination motrice et de ses organes sensoriels, l’être humain est au moment de sa naissance, complètement impuissant. Ce fait contraste avec la maturité des autres mammifères supérieurs à la naissance (par exemple, les éléphants, ou les chevaux). Cette caractéristique de l'être humain entraîne que de nombreux processus de développement doivent être intégrés après la naissance dans l’environnement socio-culturel. En raison de sa dépendance à l’égard des interactions sociales de l’homme et les influences environnementales l’être humain doit leur être ouvert en permanence. Selon Portmann, cette capacité toute spéciale « d’ouverture » est une condition préalable pour l’apprentissage culturel et spirituel.
Un autre point, encore plus important dans les recherches et les publications de Portmann, est la question de la forme extérieure des animaux, en particulier dans ses travaux sur "la forme de l’animal", sur "le camouflage dans le règne animal", ou sur "les nouveaux moyens de la biologie". Portmann s’expliquera tout au long de sa vie sur la thèse très controversée selon laquelle la conception de la surface n’est pas absolument coïncidente avec sa valeur adaptative. Ses critiques empiriquement et théoriquement bien fondées des idées de "l’évolutionnisme extrême" sont toujours utiles pour ceux qui ne peuvent s’y résoudre, notamment son concept de "valeur de représentation".
Portmann s’intéresse davantage à la perception et l’action des animaux (par opposition au "physicalisme" de la biologie moléculaire) et publie en 1953 un travail d’éthologie (L’animal comme être social (Das Tier als soziales Wesen)). Dans ce contexte, son recours à la notion d'"intériorité de l’animal", issue du "monde intérieur" (inventée par Jakob von Uexküll) a suscité la controverse. Ses détracteurs lui reprochent de vouloir introduire une dimension mystique, mais ce n’est pas de cela qu'il s’agit : il est seulement question de reconnaître la capacité propre des animaux à percevoir, à éprouver l’expérience et à agir.
Les idées de Portmann dans ce domaine ont influencé entre autres, Hannah Arendt, pour qui la thèse selon laquelle on doit ramener la surface de l’organisme animal à quelque chose de plus profond est extrêmement fructueuse.
En collaboration avec Max Scheler, Helmuth Plessner ou Arnold Gehlen, Portmann a contribué à façonner une anthropologie philosophique.
Par ailleurs, Portmann a joué un rôle majeur pour l’enseignement et les activités éducatives. Depuis les années 1920, il a écrit des centaines d’articles de presse, donné des conférences et des émissions de radio. À tel point que, depuis Wilhelm Bölsche, personne n’avait comme Portmann dispensé un tel enseignement de l’histoire naturelle en direction du grand public. En outre, il a, en organisant les « Jeunes scientifiques suisses », favorisé la promotion des jeunes chercheurs. Favorable à une éducation sensible, naturelle et esthétique par opposition à une démarche purement théorique ou intellectuelle, il a exprimé ce souci dans nombre d’articles et des allocutions radiodiffusées.

## Liste partielle des publications d’Adolf Portmann
- Einführung in die vergleichende Morphologie der Wirbeltiere (1948) (Introduction à la morphologie comparée des vertébrés)
- Die Tiergestalt (1948) (La forme animale, Paris, Payot, 1961; rééditée avec une préface et une nouvelle traduction de Jacques Dewitte, éd. La Bibliothèque, 2013)
- Das Tier als soziales Wesen, (1953), (L'animal comme être social)
- Zoologie und das neue Bild des Menschen (1956, 3e édition, 1969) (La Zoologie et la nouvelle image de l'homme)
- Biologie und Geist (1956) (La biologie et l'Esprit, réédité avec une préface de Thure von Uexküll 1999).
- Neue Wege der Biologie (1961) (Les nouvelles méthodes de la biologie).
- Aufbruch der Lebensforschung (1965) (L’aube de la biologie).
- An den Grenzen des Wissens (1974, Autobiographie) Aux frontières de la connaissance (1974, autobiographie).